# Mammillaria densispina
Mammillaria densispina (укр. Мамілярія густоколючкова, Мамілярія денсиспіна) — сукулентна рослина з роду мамілярія родини кактусових.

## Етимологія
Видова назва походить від лат. densispina — густоколючкова.

## Ареал
Ареал зростання — Мексика, штати Агуаскальєнтес, Сан-Луїс-Потосі, Гуанахуато, Халіско, Сакатекас, Дуранго, Керетаро на висоті від 1 750 до 2 600 метрів над рівнем моря. Виростає серед густого моху на виходах на денну поверхню гірської породи, на великих схилах в тіні дубового лісу.

## Морфологічний опис
Рослина — самозапилювальна, зазвичай одиночна.
| Орган              | Опис |
| Коріння            | |
| Стебло             | кулясте до коротко-циліндричного, до 12 см заввишки, 6 см в діаметрі. |
| Епідерміс          | темно-зелений. |
| Маміли             | тверді до млявих, конічні, без молочного соку. |
| Ареоли             | |
| Аксили             | з початку з пухом, пізніше голі. |
| Центральні колючки | зазвичай 6, трохи товщі ніж радіальні колючки, прямі, жорсткі, або жовті, або часто з коричневими або чорними кінцями, що змінюються по протяжності забарвленням (у Пілбіма — від червоно-коричневого до абсолютно темно-коричневого відтінку), завдовжки 10-15 мм. |
| Радіальні колючки  | приблизно 25, нерівні — нижні довші, жорсткі, тонкі, голчасті, розкидають, всілякі, що змінюються відтінки жовтого, завдовжки 8-10 мм. |
| Квіти              | воронкоподібні, блідо-жовті, з червоними центральними прожилками на зовнішніх пелюстках, 15-20 мм завдовжки і в діаметрі. |
| Бутони             | |
| Зовнішні пелюстки  | |
| Внутрішні пелюстки | |
| Тичинки            | |
| Маточка            | |
| Плоди              | описані спочатку як червоні, але зазвичай зеленувато-рожеві. |
| Насіння            | коричневе. |

## Систематика
Систематичне вивчення взаємозв'язку між цим видом і Mammillaria microhelia потребує подальшого дослідження.

## Використання
Цей кактус використовується як декоративна рослина.

## Охоронні заходи
Mammillaria densispina входить до Червоного Списку Міжнародного Союзу Охорони Природи видів, з найменшим ризиком (LC). Чисельність популяцій стабільна. Цей вид зустрічається на природоохоронних територіях. Лісорозробки дібров є постійною загрозою для виду.
Охороняється Конвенцією про міжнародну торгівлю видами дикої фауни і флори, що перебувають під загрозою зникнення (CITES).